# Valoa ikkunassa
"Valoa ikkunassa" (em português: "Luz na janela") foi a canção que representou a Finlândia no Festival Eurovisão da Canção 1961 que se disputou a 18 de março desse ano. Foi a primeira participação finlandesa no Festival Eurovisão da Canção.
A referida canção foi interpretada em finlandês por Laila Kinnunen. Foi a quarta canção a ser interpretada na noite do festival, a seguir à canção da Áustria "Sehnsucht" e antes da canção da Jugoslávia "Neke davne zvezde", interpretada por Ljiljana Petrović. Terminou em décimo lugar, tendo recebido um total de 6 pontos. No ano seguinte, em 1962, a Finlândia foi representada por Marion Rung que interpretou a canção "Tipi-tii"

## Autores
- Letrista: Sauvo Puhtila
- Compositor: Eino Hurme
- Orquestrador: George de Godzinsky

## Letra
A canção é uma balada, com Kinnunen descrevendo uma cena de noite em que todas as luzes dos edifícios estão a ser progressivamente desligadas -com exceção de uma, onde uma mulher canta uma música para o seu amante ausente, antes de dormir para sonhar com ele.

## Versões
Kinnunen gravou uma versão em sueco desta canção intitulada "Ett ljus i ett fönste"